# Jolanta Szybalska-Matczak
Jolanta Izabela Szybalska-Matczak – polska dyrygent, chórzystka, profesor sztuk muzycznych, pracownik naukowy Akademii Sztuki w Szczecinie.

## Życiorys
Studiowała edukację artystyczną w zakresie sztuki muzycznej w Akademii Muzycznej im. Karola Lipińskiego we Wrocławiu, w 2006 habilitowała się. W 2014 uzyskała tytuł profesora sztuk muzycznych. Jest zatrudniona w Akademii Muzycznej im. Karola Lipińskiego we Wrocławiu.

## Odznaczenia i wyróżnienia
- Nagroda indywidualna dla najlepszego dyrygenta[3]
- Srebrna Odznaka „Zasłużony Dla Miasta Rybnika”[3]
- Nagroda Rektora Akademii Muzycznej we Wrocławiu[3]
- Brązowy Krzyż Zasługi (2013)[5]
- Srebrny Krzyż Zasługi (2018)[6]
- Odznaka honorowa „Zasłużony dla Kultury Polskiej”[3]